# Manatí (Porto Rico)
Pour les articles homonymes, voir Manatí.
La municipalité de Manatí, sur l'île de Porto Rico (code international : PR.MT) couvre une superficie de 118 km² et regroupe 39 492 habitants en 2020.

## Histoire
Manatí a été fondée en 1738 par Don Pedro Menendez Valdes. Elle tire son nom d'un mammifère marin, le lamantin (manatí en espagnol). Jose Aulet en fut le premier maire. La famille Aulet, qui tirait sa richesse de la culture des ananas, de la canne à sucre et des bananes plantains, a vendu ses terres au gouvernement durant les années 1970.

## Géographie
Manatí est située sur la côte nord de l'île. Les municipalités voisines sont Barceloneta à l'ouest, Florida au sud-ouest, Ciales au sud, Morovis au sud-est et Vega Baja à l'est.
La municipalité est divisée en neuf barrios (districts) : Bajura Adentro, Bajura Afuera, Coto Norte, Coto Sur, Manatí Pueblo, Río Arriba Poniente, Río Arriba Saliente, Tierras Nuevas Poniente et Tierras Nuevas Saliente.
L'une des curiosités naturelles de Manatí est la Playa Mar Chiquita (plage de la petite mer) qui forme un cercle presque complètement fermé.

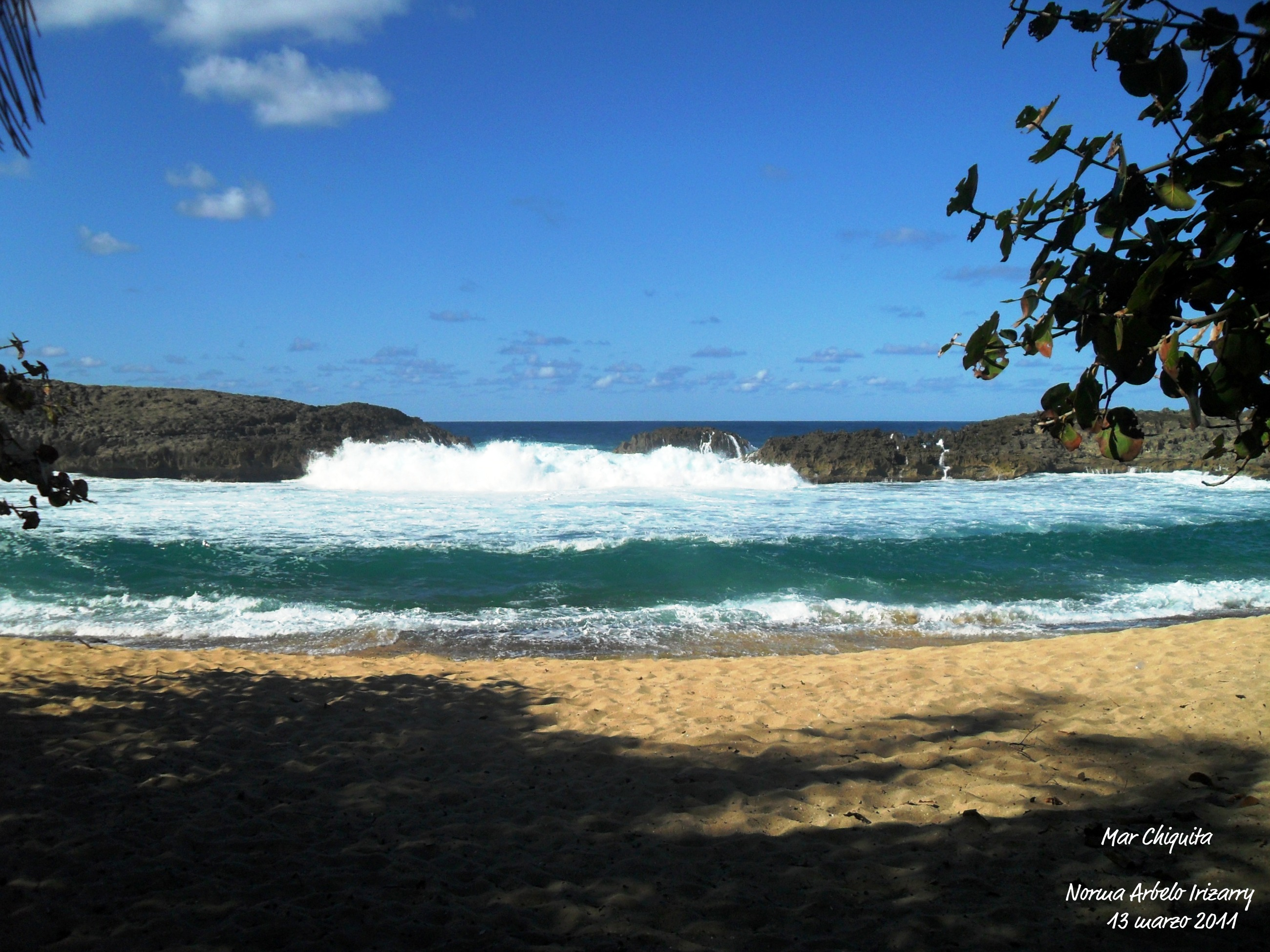
La Playa Mar Chiquita devant l'océan Atlantique.

## Économie
Manatí est la capitale portoricaine de l'ananas. D'autres fruits, la canne à sucre et le café y sont également cultivés.
L'industrie pharmaceutique y est également présente, Manatí étant contiguë de Barceloneta qui est le premier pôle mondial dans ce domaine.

## Personnalités
- Carlos Beltrán : joueur de baseball
- José Valentín : joueur de baseball